# خدنگ قهوه‌ای هندی
خدنگ قهوه‌ای هندی (نام علمی: Herpestes fuscus) نام یک گونه از تیره خدنگ است.